# 八五一〇农场
八五一〇农场是一个位于中华人民共和国黑龙江省鸡西市鸡东县的农场，亦是黑龙江省农垦牡丹江管理局所属的一个农场。
八五一〇农场创建于1948年，地处鸡西市、密山市、鸡东县境内。总面积4.9万公顷，总人口1.4万人。

## 行政区划
八五一〇农场下辖以下单位：
八五一〇场直社区、八五一〇农场第一管理区、八五一〇农场第二管理区、八五一〇农场第三管理区、八五一〇农场第四管理区、八五一〇农场第五管理区、八五一〇农场第六管理区、八五一〇农场第七管理区。